# ヘンリー・ストール
ヘンリー・ストール（Henry Stoehr 1960年6月1日 - ）は、旧東ドイツのライヒェンバッハ出身の柔道選手。階級は95kg超級。身長194cm。体重120kg。

## 人物
1990年に東西ドイツが統一されるまで東ドイツ代表として活躍していた。1983年の世界選手権では準決勝で日本の山下泰裕に指導で敗れ3位となった。1984年ロサンゼルスオリンピックは東ドイツがボイコットしたために出場できなかったが、その実質的な対抗大会としてワルシャワで開催されたフレンドシップ・ゲームズには出場するものの3位だった。1987年の正力国際では決勝で日本の小川直也から払腰で技ありを取って優勝したが、世界選手権では3位だった。1988年ソウルオリンピックでは準決勝でソ連のグリゴリー・ベリチェフを判定で破るが、決勝で日本の斉藤仁に警告で敗れて2位に終わった。1992年バルセロナオリンピックでは2回戦でフランスのダビド・ドゥイエに反則負けを喫した。1993年の世界選手権無差別では、決勝でポーランドのラファウ・クバツキに双手刈で一本負けして2位に終わった。

## 主な戦績
(階級表記のない大会は全て95kg超級での成績)
- 1981年 - 日本国際柔道大会　3位
- 1982年 - フランス国際　2位
- 1982年 - ヨーロッパ選手権　優勝
- 1983年 - 世界選手権　3位
- 1984年 - ハンガリー国際　優勝
- 1984年 - フレンドシップ・ゲームズ　3位
- 1985年 -オーストリア国際　優勝
- 1985年 - 世界選手権　95kg超級　7位　無差別　7位
- 1986年 - ハンガリー国際　95kg超級　優勝　無差別　優勝
- 1986年 - ドイツ国際　3位
- 1986年 - ヨーロッパ選手権　95kg超級　優勝　無差別　2位
- 1986年 -オーストリア国際　優勝
- 1987年 - 正力国際　無差別　優勝
- 1987年 - ハンガリー国際　優勝
- 1987年 - オーストリア国際　優勝
- 1987年 - 世界選手権　3位
- 1988年 - ドイツ国際　3位
- 1988年 - ヨーロッパ選手権　3位
- 1988年 - ソウルオリンピック　2位
- 1989年 - オーストリア国際　優勝
- 1990年 - 嘉納杯　3位
- 1991年 - フランス国際　優勝
- 1991年 - ヨーロッパ選手権　優勝
- 1992年 - フランス国際　2位
- 1993年 - ドイツ国際　3位
- 1993年 - ヨーロッパ選手権　無差別　3位
- 1993年 - 世界選手権　無差別　2位